# De Blazekop
De Blazekop is een korenmolen ten westen van het dorp Ovezande in de Nederlandse provincie Zeeland. De molen heeft nooit een naam gehad, maar wordt tegenwoordig genoemd naar het gehucht waar hij staat.
De molen werd in 1884 gebouwd. Hiervoor werd naar alle waarschijnlijkheid een afgebroken poldermolen uit Eemnes gebruikt. In 1935 werd op de buitenroede het Bilau-wieksysteem aangebracht, als eerste molen in Nederland. In 1942 is, na twee roedebreuken, het zware systeem weer verwijderd. Na een zeer uitgebreide restauratie in 1969 liet de eigenaar de molen nog regelmatig draaien tot 1995, al werd er niet meer op de wind gemalen. Daarna is de molen in verval geraakt. Een vereniging spande zich in voor herstel en in juni 2010 is begonnen met de restauratie. De molen was lange tijd in het eigendom van de familie De Baar, totdat de Stichting Monumenten Goes de molen in 2007 overnam.  In juni 2011 draaiden de wieken van de Blazekop voor het eerst sinds langere tijd. Met deze restauratie heeft de molen weer het Bilau-wieksysteem teruggekregen op een roede, als een van de weinige molens in Nederland.
De molen draait doorgaans iedere vrijdag.